# 스티븐 리 (스누커 선수)
스티븐 리(영어: Stephen Lee, 1974년 10월 12일 ~ )는 잉글랜드의 스누커 선수이다. 그는 현재 스포츠에서 12년 동안 금지령을 받고 있다. 그는 1992년에 프로로 전향했고 2000-01 시즌 스누커 세계 랭킹에서 통산 최고 5위를 달성했으며 5개의 랭킹 타이틀을 획득했다. 트리플 크라운 이벤트에서 그의 최고 성적은 2003년 월드 챔피언십 준결승에 진출하여 최종 챔피언 마크 윌리엄스에게 패하고 2008년 마스터스 결승에 진출하여 마크 셀비에게 2위를 한 것이다. 그는 프로 경쟁에서 184세기의 브레이크를 수집했으며 그의 부드러운 큐 동작으로 유명했다.
웨스트 미들랜즈 경찰은 2009년 UK 챔피언십에서 의심스러운 베팅 패턴에 대한 조사의 일환으로 2010년 2월 이씨를 체포했지만 당시 그에 대한 추가 조치는 취하지 않았다. 2012년 10월 11일 리와 존 히긴스 사이의 2012 프리미어리그 경기에 대한 불규칙한 베팅 패턴에 대한 추가 보고에 이어 세계 프로 당구 및 스누커 협회(WPBSA)는 다음날 리를 정지시켰고 이후 그에 대해 승부조작 혐의를 제기했다. 2008년과 2009년 7번의 경기 결과에 영향을 미친 이승엽의 유죄가 독립적인 재판소에서 밝혀진 후, 그는 정학이 시작된 시점부터 12년 동안 WPBSA 관련 토너먼트에 참가하거나 참가하는 것이 금지되었다. 이것은 스포츠에서 내려진 가장 긴 금지이다. 리는 결정에 항소했지만 그의 항소는 2014년 5월에 기각되었다. 그의 금지령은 그의 50세 생일이기도 한 2024년 10월 12일까지 유효하다. 리는 심리 및 항소와 관련된 비용으로 WPBSA £125,000를 지불하라는 명령을 받았지만 아직 그렇게 하지 않았다.